# Tarlan Ahmadov
Pour les articles homonymes, voir Ahmadov.
Tarlan Ahmadov (en azéri : Tərlan Əhmədov), né le 17 novembre 1971 à Bakou en Azerbaïdjan, est un footballeur international azerbaïdjanais, devenu entraîneur à l'issue de sa carrière, qui évoluait au poste de défenseur. 
Il compte 75 sélections en équipe nationale entre 1992 et 2005.

## Biographie

### Carrière de joueur
Tarlan Ahmadov dispute 4 matchs en Coupe de l'UEFA.

### Carrière internationale
Tarlan Ahmadov compte 75 sélections avec l'équipe d'Azerbaïdjan entre 1992 et 2005. 
Il est convoqué pour la première fois par le sélectionneur national Alakbar Mammadov pour un match amical contre la Géorgie le 17 septembre 1992 (défaite 6-3). Il reçoit sa dernière sélection le 7 septembre 2005 contre l'Autriche (0-0).

## Palmarès

### En club
- Avec le Qarabağ Ağdam
  - Vainqueur de la Coupe d'Azerbaïdjan en 1993

- Avec le Neftchi Bakou
  - Vainqueur de la Coupe d'Azerbaïdjan en 1999

### Distinction personnelle
- Footballeur azerbaïdjanais de l'année en 1999